# Nanfang
Nanfang (kinesiska: 南坊街道, 南坊) är en socken i Kina. Den ligger i provinsen Shandong, i den östra delen av landet, omkring 210 kilometer sydost om provinshuvudstaden Jinan. Antalet invånare är 98 687. Befolkningen består av 48 046 kvinnor och 50 641 män. Barn under 15 år utgör 18,0 %, vuxna 15-64 år 74 %, och äldre över 65 år 7,0 %.
Genomsnittlig årsnederbörd är 1 105 millimeter. Den regnigaste månaden är juli, med i genomsnitt 330 mm nederbörd, och den torraste är januari, med 6 mm nederbörd.